# Радослав Торник
Радослав Торник (умро после 1371.) је био серски кефалија од око 1365. до 1371. године. 

## Биографија
На положају кефалије Сера се од 1365. године налазио Јеленин зет, Радослав Торник. Први пут се у изворима спомиње августа 1365. године у једном документу. Овде се по први пут помиње институција васељенског судије. Ова установа је у Серску област уведена током Јеленине владавине по узору на Византијско царство. Васељенске судије у Царству увео је цар Андроник 1328. године. Поред серског митрополита се наводе и четири световна представника од којих су два веома угледна властелина. Први је братучед царице Јелене, Алексије Асен. Други је Радослав Торник који се помиње као кефалија Сера са титулом челника. По први пут се на дужности серског кефалије налазио један српски властелин. Он је уједно и последњи серски кефалија у време српске власти (1345-1371). На овом положају се задржао до краја српске власти, односно до погибије Јована Угљеше и Вукашина Мрњавчевића у Маричкој бици. Радослав је изгледа био родбински повезан са византијско-јерменском породицом Торника. Тези да се документима се јавља са још једним породичним именом - Повика или Повић, треба прићи са резервом. Радослав је 1368. године издао Дубровчанима неки документ "у своме дому, у граду Серу" Њега је Константин Јиречек идентификовао са Радославом Торником, као братом Ђурђа, логотета цара Душана и братом челника Милоша Повића.  